# Jorge Casaretto
Alcides Jorge Pedro Casaretto (Buenos Aires, 27 de diciembre de 1936) es un prelado católico argentino. Fue obispo de la diócesis de Rafaela (1976-1983) y segundo obispo de la diócesis de San Isidro, cargo en el que se desempeñó durante 27 años y del que conservó el «título» en calidad de obispo emérito. En junio de 2012 fue designado Administrador Apostólico de la diócesis de Merlo-Moreno, cargo que ocupó hasta mayo de 2013 cuando Fernando Carlos Maletti fue designado como obispo de la diócesis.

## Biografía

### Primeros años y sacerdocio
Jorge Casaretto nació en Buenos Aires. Egresó del Colegio Nacional de Buenos Aires en 1954. Tras abandonar la carrera de Ingeniería, entró al seminario de San Isidro en 1959. Fue ordenado presbítero el 5 de septiembre de 1964 en la misma catedral de San Isidro. Fue secretario canciller y vicario general de la diócesis de San Isidro. Se dedicó con particular estima a la Pastoral de Juventud, por lo que más tarde fue conocido como el «obispo de los jóvenes».

### Obispo
El 28 de diciembre de 1976 fue designado obispo de la diócesis de Rafaela. Fue ordenado obispo el 19 de marzo de 1977, siendo su consagrador principal el obispo Justo Laguna, y coconsagradores el arzobispo Vicente Faustino Zazpe y el obispo Emilio Bianchi di Cárcano. Trabó amistad con Justo Laguna desde su juventud, y lo acompañó hasta su muerte en 2011.
El 14 de marzo de 1983 fue designado obispo coadjutor de su diócesis de origen, instalándose como tal el 15 de junio. El 13 de mayo de 1985 fue designado obispo de la diócesis de San Isidro por el papa Juan Pablo II, para suceder a Antonio María Aguirre
En el orden nacional desempeñó distintos cargos en la Conferencia Episcopal Argentina: en la Pastoral de Juventud, Pastoral de Laicos y Pastoral de la Comunicación. Formó parte de la Comisión de Comunicaciones del Consejo Episcopal Latinoamericano. En 2002 integró la Comisión Episcopal designada para trabajar en el llamado "Diálogo Argentino". Durante dos períodos fue presidente de Caritas Argentina y además fue presidente de la Comisión Episcopal de Pastoral Social.
Al cumplir 75 años, Casaretto presentó su renuncia al Papa por edad, de acuerdo con la normativa canónica. Su renuncia fue aceptada el 30 de diciembre de 2011 y Oscar Vicente Ojea, hasta entonces obispo coadjutor, lo reemplazó al frente de la diócesis de San Isidro. No obstante, Casaretto conservó el «título» de San Isidro en calidad de obispo emérito, luego de desempeñarse en la función por 27 años.
El 26 de junio de 2012, Casaretto fue designado Administrador Apostólico de la diócesis de Merlo-Moreno tras la renuncia del obispo Fernando Bargalló. La expresión «ad nutum Sanctae Sedis» incluida en el nombramiento de Casaretto, indicó su permanencia en el cargo de Administrador Apostólico hasta que la Santa Sede designe al nuevo obispo diocesano.

## Críticas
Roberto Cepeda, exintegrante de Montoneros, quien fue detenido y torturado durante tres años en la dictadura de 1976, denunció que Jorge Casaretto sabía lo que ocurría en los centros clandestinos de detención, ya que era normal verlo en los interrogatorios.

## Premios
En 2008, Jorge Casaretto y el rabino Sergio Bergman fueron galardonados con el Premio Konex de Platino a los Dirigentes Comunitarios.